# Honigöl

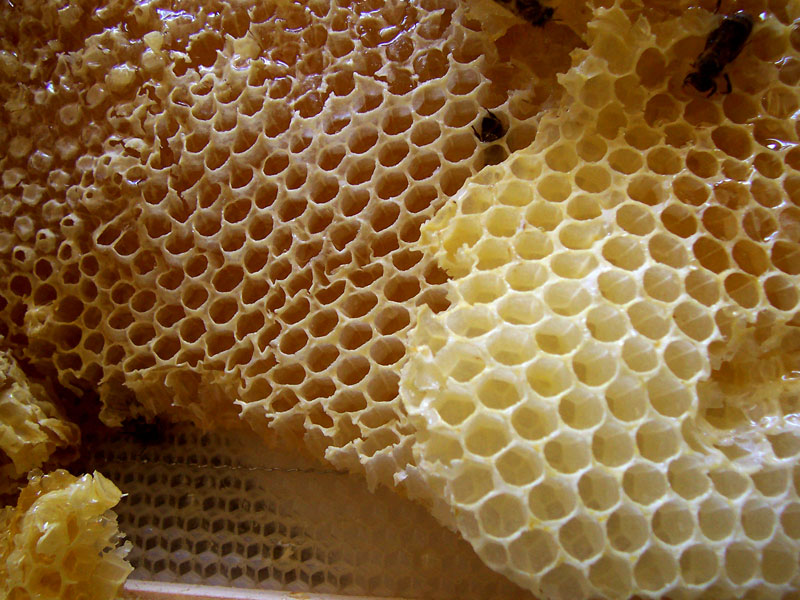
Bienenwachswaben – die Extraktion liefert Honigöl.

Honigöl ist ein ätherisches Öl mit der CAS-Nummer 97553-34-9, das durch Extraktion aus Bienenwachswaben gewonnen wird.
Honigöl hat einen milden, warmen und süßen Duft. Es wird in der Aromatherapie als Massageöl und in Duftlampen eingesetzt. Es wird auch in verschiedenen Duftstoffen und Hautpflegeprodukten verarbeitet sowie in Kochrezepten verwandt. Bei einer Propolis-Allergie sollte man auf Honigöl verzichten, da auch das Öl eine allergische Reaktion auslösen kann.